# Longyou
Longyou léase Long-Yóu (en chino simplificado, 龙游县; pinyin, Lóngyóu xiàn) es un condado bajo la administración directa de la ciudad-prefectura de Quzhou. Se ubica en la provincia de Zhejiang, al este de la República Popular China. Su área es de 1143 km² y su población total en 2010 fue de más de 350 mil habitantes.

## Administración
El condado de Longyou se divide en 15 pueblos que se administran en 2 subdistritos, 6 poblados, 6 villas y 1 villa étnica.